# Уртхвала-фьорд
Уртхвала-фьорд (исл. Urthvalafjörður, иногда Urtuhvalafjörður или Urthvalafjörður) — небольшой фьорд на западе Исландии в регионе Вестюрланд.

## Этимология
Название фьорда — Urthvalafjörður происходит от исл. urthvalur — «самка кита» («китиха») и буквально означает «фьорд китовых самок» или («фьорд китих»). Слово urthvalur в современном исландском язык нигде более встречается не встречается, кроме как в названии фьорда. Возможно само слово urthvalur связано со словом urta, которое в исландском означает «самка тюленя» («тюлениха»).

## История
Уртхвала-фьорд иногда считают другим названием для Кольграва-фьорда, что не совсем верно. Уртхвала-фьорд лежит во внешней части небольшого комплексного залива состоящего из Уртхвала-, Кольграва-, Селья-и Хрёйнс-фьорда. Кольграва-фьорд располагается во внутренней части этого комплекса, а разделяются оба фьорда узким перешейком между песчаными мысами Хьярдарбоульсодди (исл. Hjarðarbólsoddi) и Берсеркейрародди (исл. Berserkseyraroddi).
Впервые Уртхвала-фьорд и его окрестности упоминается в древней исландской саге — «Саге о людях с мыса Тора, людях из Песчаного Берега и людях с Лебяжьего фьорда», события которой происходят в 979—1008 годах:

Вестаром звался человек; он был сын Торольва Дутая Голова. Он прибыл в Исландию вместе со стариком отцом, занял землю во Фьорде Китих и поселился на Дальнем Песчаном Берегу. Его сыном был Асгейр, который жил там впоследствии.— Сага о Людях с Песчаного Берега // Исландские саги / Пер. с древнеисл. А.В. Циммерлинга. — Москва, 2004. — Т. II. — С. 27.
В манускрипте AM 415 4to от 1310 года, хранящемся в Институте исландских исследований Арни Магнуссона, содержится список названий всех фьордов в Исландии, где упоминается как Уртхвала-фьорд, так и соседний Кольграва-фьорд.
В церковном реестре Паудля Йонссона, епископа Скалхольта датируемым 1200 годом, также упоминается Уртхвала-фьорд. Во второй половине XIX века фьорд упоминается в описаниях исландских административно-территориальных единиц, где также говорится, что это старое название стало исчезать, а название Кольграва-фьорда стало использоваться для всего залива, а не только для его внутренней части.

## Физико-географическая характеристика
Уртхвала-фьорд расположен в западной части Исландии в регионе Вестюрланд на западе полуострова Снайфедльснес, в 15 км от города Стиккисхоульмюр. Является частью фьордового комплекса Брейда-фьорд.
Длина фьорда достигает 5 километров, а ширина — 3-3,5 км. Устье фьорда слева обозначено мысом Эйрародди (исл. Eyraroddi) и небольшими островками Акурейри (исл. Akureyrar), отделяющей Уртхвала-фьорд от Брейда-фьорд. С южной стороны фьорд ограничен песчаными мысами Хьярдарбоульсодди (исл. Hjarðarbólsoddi) и Берсеркейрародди (исл. Berserkseyraroddi), между которым находится узкий пролив соединяющий Уртхвала-фьорд и Кольграва-фьорд.
Гора Эйрарфьядль (исл. Eyrarfjall); высотой до 352 м) ограничивает фьорд с запада, отделяя его от соседнего Грюндар-фьорда, а на востоке к берегам фьорда подступает гора Бьяднархабнарфьядль (исл. Bjarnarhafnarfjall; до 575 м).
В Уртхвала-фьорд впадают только небольшие ручьи, крупных рек нет. В конце фьорда, перед мысом Хьярдарбоульсодди, находится устье небольшого Селья-фьорда.

## Хозяйственное использование
В наше время поселений на берегах фьорда нет.
Через узкий пролив соединяющий Уртхвала-фьорд и Кольграва-фьорд в 2004 году был построен 230-метровый мост со 150-метровой надводной частью. Мост сократил маршрут между Грюндарфьордюром и Стиккисхоульмюром более чем на 6 километров.